# Azoxivegyület

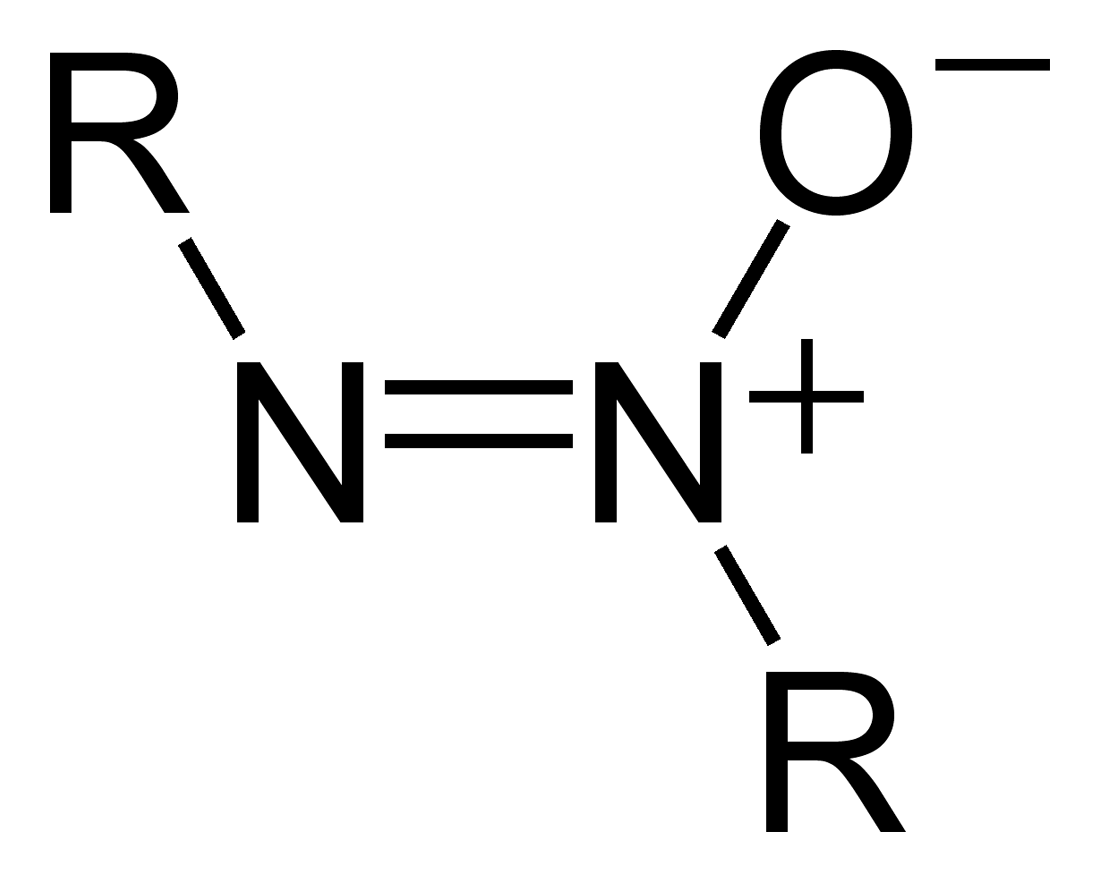
Az azoxi funkciós csoport szerkezete, R szubsztituenst jelöl

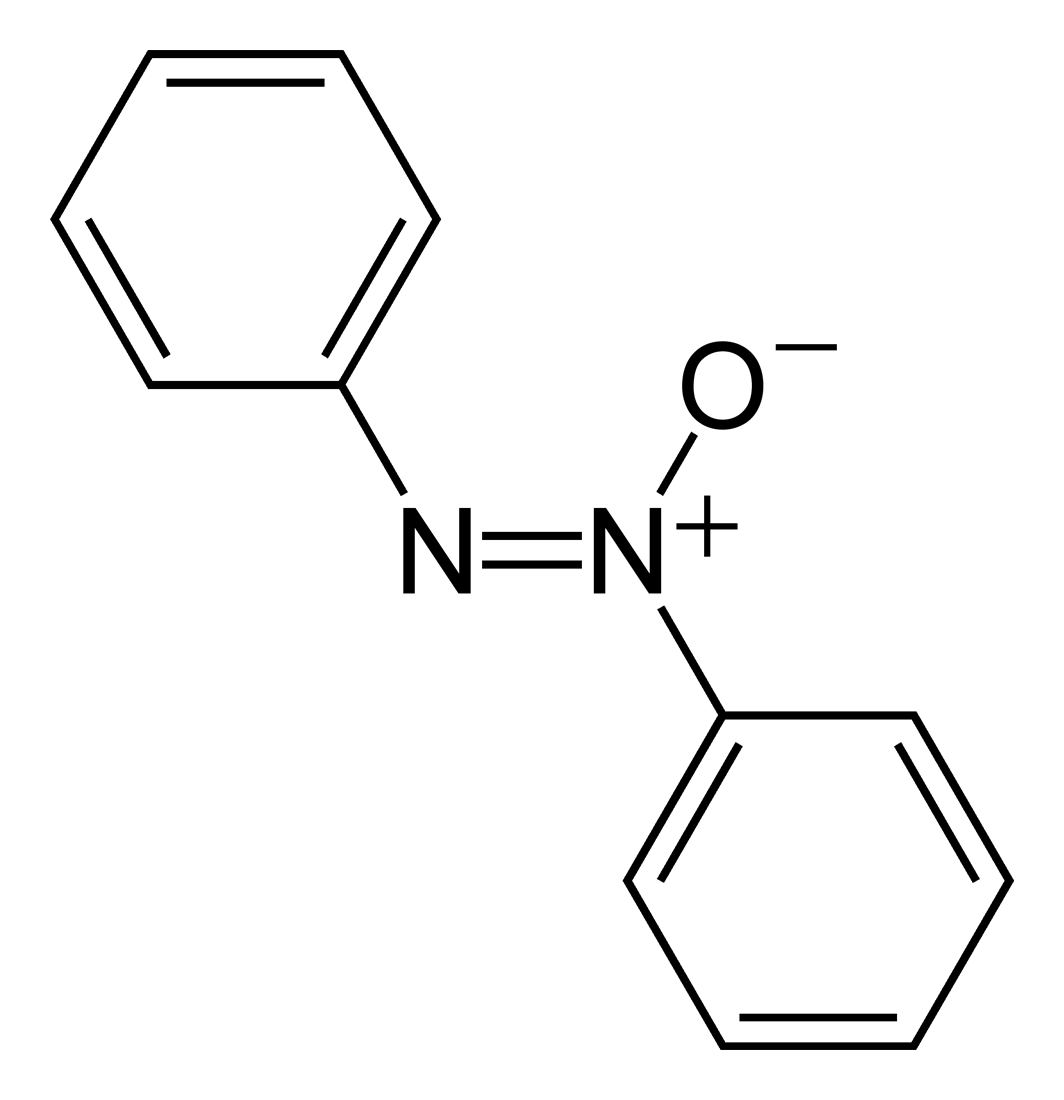
Példa azoxivegyületre: azoxibenzol

Az azoxivegyületek az azovegyületek N-oxidjának tekinthető, RN=N+(O−)R funkciós csoportot tartalmazó szerves vegyületek. 1,3-dipoláris vegyületek, kettős kötésekkel 1,3-dipoláris cikloaddíciós reakcióban vesznek részt.

## Előállításuk
A legtöbb azoxicsoportot tartalmazó vegyületben aril szubsztituens található. Jellemzően nitrovegyületek redukálásával, például nitrobenzol arzén(III)-oxiddal történő redukciójával állítják elő őket. Az ilyen reakciók a javaslatok szerint hidroxilamin és nitrozovegyület intermedieren át játszódnak le, azaz nitrobezol esetén fenilhidroxilamin és nitrozobenzol a köztitermék:
PhNHOH + PhNO → PhN(O)NPh + H2O

## Biztonsági tudnivalók
Az alkilazoxivegyületek, pl. az azoximetán feltehetően genotoxikus vegyületek.

## Fordítás
- Ez a szócikk részben vagy egészben  az   Azoxy című angol Wikipédia-szócikk fordításán alapul.  Az eredeti cikk szerkesztőit annak laptörténete sorolja fel. Ez a jelzés csupán a megfogalmazás eredetét és a szerzői jogokat jelzi, nem szolgál a cikkben szereplő információk forrásmegjelöléseként.